# Travis Barker
Travis Landon Barker (Fontana, California, 14 de noviembre de 1975) es un baterista y empresario estadounidense, actualmente miembro de Blink-182 y The Transplants.
También fue miembro de grupos como Feeble, The Suicide Machines, The Aquabats, Box Car Racer, Expensive Taste y +44. Empezó a tocar la batería a la edad de 5 años y estudió música con un profesor de jazz. Travis ha tenido influencias de la música punk, metal, jazz y hip-hop.

## Infancia y educación
Travis Barker nació del matrimonio entre Randy y Gloria Barker en Fontana, California, el 14 de noviembre de 1975. Su padre trabajaba como mecánico y su madre le cuidaba. Cuando Barker tenía cuatro años, su madre le dio su primer kit, que sería el único que tendría hasta cumplir quince años. Travis comenzó a tomar clases de batería a los cinco años con un baterista llamado Thomas Hogan, quien le enseñaría diferentes estilos musicales. En la misma época, comenzó a tomar lecciones de trompeta. En la secundaria, aprendió a tocar el piano y brevemente intentó cantar, uniéndose a los coros. Además, Barker tenía aspiraciones no musicales; estaba interesado en convertirse en un surfista profesional y skater. Sin embargo, afirma que "siempre emigré de nuevo a la batería, hubo un sentido como si estuviera conectado a ello y de una forma pude entenderlo. Yo podía expresarme mejor a través de mis tambores que de cualquier otra forma".
Barker se ha descrito a sí mismo como un "stoner" (drogadicto) durante su estancia en la Escuela Secundaria Fontana. Su madre fue diagnosticada de cáncer tres meses antes y murió el día antes de que él comenzara a ir a la escuela secundaria. Ella le dijo que se mantuviera con la música y que siguiera sus sueños. Barker asistió al Instituto de Fontana, donde tocó en la banda de jazz y de música, y ganó mucha experiencia tocando en concursos y festivales regionales. Se fue enamorando de una variedad de estilos incluyendo ritmos militares y jazz, pero fue especialmente influenciado por los ritmos de hip-hop y punk rock.

## Carrera

### Comienzos Musicales
Después de graduarse de la escuela secundaria Fontana, Barker trabajó como recolector de basura en Laguna Beach y tocó con bandas Snot y luego con una banda con sede en Fontana Weak donde conoció a Chad Larson, quién fuera el cofundador del grupo de ska punk The Aquabats en 1994. Después de espectáculos locales, la banda reclutó a Barker a través de la conexión con Larson. Barker, quien estaba "durmiendo en el sofá de su amigo" y seguía trabajando como recolector de basura, solo pretendía rellenar el puesto por unos días, pero terminó uniéndose a la banda. El grupo entró al estudio con el productor veterano Jim Goodwin para grabar The Fury of The Aquabats!. La velocidad y precisión de Barker significaba que, una vez sus partes se grabaran era libre para salir y ensayar (o tocar con otras bandas). Había cogido un apodo con The Aquabats que era el de The Baron Von Tito, las razones se pierden en la historia, ya que ninguno de los miembros recuerda el por qué.
Después del lanzamiento de The Fury of the Aquabats! en octubre de 1997, el grupo realizó una gira a nivel nacional llegando a San Diego acompañando a Blink-182 en tarima, que había terminado recientemente su segundo álbum Dude Ranch. El calendario agotador de gira comenzó a pasarle factura a Blink-182 y las tensiones estallaron. El baterista del trío, Scott Raynor, anunció a sus compañeros que iba a salirse de la banda, después de inscribirse en el SnoCore en febrero de 1998. Para muchos espectáculos durante la gira corta a través de la costa oeste, el grupo le pidió a Barker que llenará el puesto dejado por Raynor. Barker aceptó, pero no había tenido tiempo de practicar con el dúo, entonces se aprendió las pistas de batería del setlist de 20 canciones en solo 45 minutos antes de su primera aparición y la realizó sin ningún problema a partir de entonces.

Raynor regresó en mayo, pero sus argumentos solo empeoraron la situación; al parecer había sufrido una pérdida trágica durante ese año, por los que tuvo problemas de alcoholismo. Además, no estaba contento con la decisión de la banda de firmar con MCA Records más que con Epitaph Records. El bajista Mark Hoppus y el guitarrista Tom DeLonge le ostentaron un ultimátum: o dejaba de beber e iba a un centro de rehabilitación o era despedido y aunque Raynor estuvo de acuerdo, fue despedido. Frente a una gran cantidad de conciertos de verano y un nuevo álbum en las etapas de planificación, reclutaron a Barker, una vez más.
"Recuerdo a Travis ensayando el backstage durante una hora o dos, y luego de tocar con ellos durante la prueba de sonido"'', recordó; ''"Algunos de nosotros estábamos de pie por el escenario y recuerdo vívidamente la sensación de que este es el nuevo Blink. Debimos haber buscado un nuevo baterista en ese momento porque era tan obvio a cual banda él pertenecía" dijo el ex-miembro de The Aquabats, Adam Deibert.

### Blink-182 y éxitos internacionales
La adición de Barker inspirados DeLonge y Hoppus a "tocar mejor" y mantenerse al día con su nuevo miembro, a quien DeLonge llama "perfecto para la batería". Barker continuó tocando con Blink-182 a lo largo de 1998 y entró a tocar con The Vandals, banda que se completaría al colocar a Josh Freese en la batería al terminar el año.
MCA dio a la banda su primer presupuesto de grabación profesional, y el trío regresó a DML Estudios en San Diego a escribir las canciones. Barker podría bajar cada día desde Riverside a participar en el proceso de escritura. Cuando las bandas completado la escritura, comezaba con la grabación de demos, los tres se dirigieron a Los Ángeles para grabar pistas de batería en Chick Corea's Mad Hatter Studios en enero de 1999, y Barker completó las pistas en solo unos días. El productor Jerry Finn trabajado con el trío en estas sesiones, para mejorar las grabaciones y ayudó a la banda a perfeccionar su sonido. El álbum resultante sería Enema of the State que fue lanzado en junio de 1999 y catapultó el trío al estrellato, convirtiéndose en la banda de punk pop más grande de la era. Tres sencillos fueron publicados, «“What's My Age Again?"», «"All the small things"», y de «"Adam's Song"». All the small things se convirtió en un hit número uno en la lista de Modern Rock Tracks, también se convirtió en un éxito de cruce y alcanzó su punto máximo en el número 6 en la lista Billboard Hot 100; Su vídeo parodió bandas de chicos y videos musicales pop y ganó un "Man of the Moon" por Mejor Video de Grupo en los MTV Video Music Awards 2000. El álbum ha vendido más de 15 millones de copias en todo el mundo y tuvo un efecto considerable sobre música pop punk.
La banda comenzó su primera gira de conciertos en el otoño de 1999. La banda también tuvo un cameo en American Pie (1999), aunque Barker fue acreditado por error como Scott Raynor. Travis Barker apareció en la portada de la revista Modern Drummer. El éxito de la banda hizo grandes cosas por Barker. "Hace cuatro años, no podía permitirme el lujo de alimentarme a mí mismo", dijo pero ahora puedo comprar arte, colecciónar los Cadillac que quiera, y vivir con comodidad. Por fin puedo comprar un perro y permitirle el lujo de darle de comer.
Él comenzó a salir con Melissa Kennedy y compró un estudio de ensayo. Barker con relación hacia minorista en este momento, hizo la apertura de una tienda llamada Famous Stars and Straps en Riverside. La tienda fue cerrada, pero los productos FSAS comenzó a ser comprados por otros minoristas a través de Internet. Barker también comenzó a ofrecer clases de batería y ha añadido presentaciones de batería en Guitar Center a su lista de actividades. Mientras tanto, Blink-182 se vio obligado a posponer las fechas restantes de su gira europea en la primavera de 2000 cuando DeLonge y Barker se enfermaron con faringitis estreptocócica. La banda tocó al público con entradas agotadas y se realizó en todo el mundo durante el verano de 2000, The Mark, Tom, and Travis Show: The Enema Strikes Back.
Durante la gira, él y Kennedy tomó un taxi a un Taco Bell en un día libre en Cuyahoga Falls, Ohio. Dos hombres agresivamente comenzaron a coquetear con Kennedy, y Barker estuvo involucrado en una pelea, derribando su mayor agresor. Uno de los golpes que aterrizó en la cara del chico le rompió el meñique derecho a Barker, dejando una fractura. "Ese tipo era mucho más grande y mayor que yo", Barker declaró en una entrevista con la revista Rolling Stone, que dio el trío a un artículo en agosto de 2000." Ohio no es tan difícil”. Damon DeLaPaz, baterista de Fenix TX, intervino en la batería por Barker.
Blink-182 junto el esfuerzo, y lanzó Take Off Your Pants and Jacket (2001), que fue recibida con éxito inmediato, debutando en el número 1 en el Billboard 200 y yendo triple platino a las tres semanas (la grabación finalmente vendió más de 14 millones de copias en todo el mundo). En 2001, Barker se casa con Melissa Kennedy. Después de que la gira europea se cancelara, DeLonge regresa a San Diego para grabar un álbum que consideraba un experimento en las ideas que sentía que no estaban adaptadas a Blink-182. DeLonge, no quería pagar por una baterista de estudio, y se limitó a preguntarle a Barker para intervenir y tocar en la grabación, el experimento se llamó Box Car Racer.
El experimento se convirtió en una banda a tiempo completo y hubo una gira en 2002, lo que llevó las relaciones tensas entre DeLonge y Hoppus. Hoppus estuvo muy interesado en ser parte del proyecto, pero DeLonge no quería que el proyecto se convierta en otro álbum de Blink-182. En cualquier caso, Hoppus se sintió traicionado en el proyecto paralelo y se convertiría en una tensión no resuelta que siguió a la banda en los siguientes años. Barker y Kennedy se divorciaron en agosto de 2002, después de nueve meses de matrimonio.

Se había conseguido en torno a que no sólo era Travis Barker un baterista increíble, [pero que] también era un baterista de estudio increíble que era una habilidad que muchos bateristas no comparte necesariamente. Travis tenía esa reputación de ser un tipo que podía sentarse con una pista de un metrónomo y sin música y tener la disposición en la cabeza y poder establecer las pistas de batería en cinco, diez minutos para una canción y luego la banda podría desempeñar en la parte superior a él como si fuera una caja de ritmos. dicho por Dave Carlock

A través de la conexión con Jerry Finn, el vocalista de Rancid, Tim Armstrong contactó a Barker en el verano de 2002 para grabar pistas para una colaboración de rap / rock llamada The Transplants. Armstrong, que vivía en una zona residencial de Los Ángeles, tenía un pacto con los vecinos de que iba a cortar cualquier sonido "super-fuerte" en el momento en que estos llegaran a sus casas del trabajo a las 5:00 p. m. Barker estableció sus tambores a las 11:00 a. m. y se dejó de tocar los tambores en su totalidad en la grabación de catorce pistas-en una sola sesión con The Transplants.
Por su papel con The Tansplants, Rolling Stone llama a Barker "el primer baterista estrella del punk rock”. Barker también se había mantenido ocupado, apareciendo en el vídeo de Puff Daddy, "Bad Boy for Life", así como la adición a su colección de Cadillac´s vintage.
En enero de 2003, Blink-182 comenzó a grabar su quinto álbum, abandonando su proceso de grabación típica (escritura de varias canciones y grabándolas en un estudio, en forma de un instrumento a la vez), y en lugar de mudarse a una casa y se acerca cada canción juntos. La casa fue alquilada y situada cerca de San Diego, convirtiéndose en un estudio. La banda "ataca” cada canción y trabajó en tres y cuatro canciones por día, simplemente pasar a la siguiente cuando sienten "el ardor" de la pista.
Barker dejó en la primavera a The Transplants por una gira, dejando a la banda con una gran variedad de pistas de batería para escuchar mientras él se había ido. Poco antes de la finalización del álbum, la novia de Barker, ex-Miss USA Shanna Moakler, dio a luz a su primer hijo, Landon Asher, en octubre de 2003. Al mes siguiente, de la banda homónima quinto álbum de estudio publicando los sencillos «Feeling This» y «I Miss You» con una alta aceptación. Revisiones críticas fueron positivas, pero dividieron a los fanes por la posición más "madura" de la banda.
El Kinison, banda que apoyó Blink-182 en sus fechas de conciertos impresionó a Barker, siendo el primer grupo firmó con LaSalle Records, el sello Barker creó oficialmente en 2004. LaSalle fue nombrado después del Cadillac favorito de Barker, y la etiqueta se diseñó para la diversificación de todo tipo de música, ya sea country o hip-hop. Barker se reunía una vez a la semana con diseñadores de Famous Stars and Straps para supervisar los diseños de zapatos. También se comprometió con Moakler al comienzo del nuevo año.
Se lesionó el pie en un espectáculo de Melbourne, Australia en 2004, pero lleva a cabo el concierto de la noche siguiente usando su pie izquierdo para el bombo el dolor era tan fuerte que la gira tuvo que ser cancelada. El médico de Barker le informó que no solo él rompió el pie, sino también se rompió los tendones y ligamentos, lesión descrita por Hoppus como "el tipo de lesión que la gente se hace en los accidentes de motocicleta”. Mientras tanto, Barker compró una franquicia de comida mexicana llamada Wahoo Fish Taco en Norco, California, y comenzó a trabajar en un nuevo disco de The Transplants.
Al concluir su gira por Europa, había un agrio sabor de división en Blink-182. En febrero de 2005 la banda emitió un comunicado de prensa anunciando un "descanso indefinido", la separación se dio por diferencias entre sus miembros respecto a su futuro proceso. DeLonge desea trabajar en su casa de San Diego y grabar sus contribuciones ahí. También fue un factor divisorio los asuntos no resueltos del proyecto paralelo Racer Box Car.

### Reforma de Blink-182 y trabajo de solista
Después del accidente de avión que sufrió Barker, el compañero de Barker en +44, Hoppus fue despertado por una llamada telefónica diciéndole que el avión de Barker se había estrellado. "Salté de la cama y me metí en el próximo vuelo al centro clínico de rehabilitación de quemaduras", recordó. "Uno se siente incapaz de hacer otra cosa que estar allí para su amigo nada."
Abordando un avión en un aeropuerto a la mañana siguiente, DeLonge vio la terrible noticia en las pantallas de televisión de la terminal. Cuando aterrizó, él envió una carta y dos fotografías de Barker: una foto de Blink bordo de un submarino en el Medio Oriente y el otro de sí mismo y sus dos hijos. "Uno de ellos era '¿Te acuerdas de lo que éramos? y el otro era "Esto es lo que soy ahora'", dice DeLonge. "Fue un buen momento para dejar a un lado la mierda." Barker llamó a DeLonge desde el hospital. "Él está haciendo bromas," Barker recordaba. "Llamé a Mark y le dije, "Tom es el mismo tipo que conocíamos." "Después de una conversación telefónica de dos horas entre DeLonge y Hoppus, se hizo un arreglo para el trío para reunirse en el estudio de Hoppus y Barker en Los Ángeles en octubre de 2008. DeLonge fue el primero en abordar el tema de la reunificación. “Tom acababa de llegar a Los Ángeles para ese día", recordó Hoppus," Recuerdo que él dijo: Entonces, ¿Qué piensan ustedes? ¿Dónde están sus cabezas, ah? Y yo dije: "Creo que hay que continuar con lo que hemos estado haciendo durante los últimos 17 años. Creo que deberíamos volver a la carretera y volver al estudio y hacer lo que nos gusta hacer. 
Finalmente, Blink-182 apareció por primera vez en los escenarios juntos, en casi cinco años como los presentadores de los Premios Grammy en febrero de 2009. El sitio web oficial de la banda se actualizó con un comunicado: "En pocas palabras, estamos de vuelta. Queremos decir, que realmente volvimos. Desde donde lo dejamos y con algo más. Estamos en el estudio escribiendo y grabando un nuevo álbum. Preparándonos para dar una gira alrededor del mundo una vez más. Amistades reformadas". Barker produjo varios remixes a lo largo de 2009, incluyendo un remix de "3 a.m." de Eminem; también colaboró con Slash, el exguitarrista de Guns N' Roses. En medio de la gira de reunión de la banda, en agosto de 2009, DJ AM fue encontrado muerto por un amigo en su apartamento de Nueva York. Aunque a Goldstein se le habían recetado medicamentos para el dolor después de la colisión, el médico forense informó que murió de "intoxicación aguda" en los que se encontró una lista de varios medicamentos con receta y cocaína. La noche siguiente del espectáculo en Hartford, Connecticut, fue difícil para la banda; la banda tocó "Down" en tributo DJ AM, y los tres comenzaron a llorar. Las fechas posteriores a esta fueron reprogramados durante la próxima semana, con el fin de permitir que las noticias lo informaran.
El accidente llevó Barker que hacer algunos cambios de estilo de vida; a partir de 2011, que ahora corre y nada cada día, come bien y se ha hecho vegano luego de salir del hospital, a pesar de ya ser vegetariano durante 17 años. También ha superado su adicción a sedantes o calmantes que tuvo durante años antes de la accidente aéreo. "No me he tomado ningún medicamento para el dolor después de salir del hospital. Me dijeron que estaría bien con algunos de los medicamentos especifícados por el resto de mi vida, pero me olvide de todos ellos", dijo Barker. "Ellos me hacían una persona completamente diferente." Barker no ha volado desde el accidente, por lo que viaja por él mismo en su autobús, y usa un barco cuando tiene una gira con Blink en Europa.
El proceso de grabación de Neighborhoods, el sexto álbum de estudio de la banda, se estancó por su estudio, tours, gerentes y proyectos personales. DeLonge grabó en su estudio en San Diego mientras Hoppus y Barker graban en Los Ángeles. Además, la finalización de Barker de su álbum en solitario se puso en el camino. Después de más de dos años de contratiempos y retrasos, Barker finalmente público su disco debut en solitario, Give the Drummer Some, en marzo de 2011. El disco cuenta con colaboraciones con artistas variados, desde Lil Wayne hasta Corey Taylor, cantante de Slipknot. Neighborhoods, del mismo modo, fue lanzado en septiembre de 2011 y alcanzó su punto máximo en el número 2 en el Billboard 200.
En los últimos tiempos, Barker ha continuado sus colaboraciones, trabajando con Chester French, LL Cool J, Cypress Hill y la producción de todo un EP de la colaboración en Psycho White, con el rapero Yelawolf. En 2012, Blink-182 se separó de Interscope Records y graba Dogs Eating Dogs, un EP de nuevo material. Barker, que todavía sufre de miedo a volar, aviso no podría asistir a la gira australiana de Blink-182 en 2013; Brooks Wackerman (Bad Religion, Tenacious D) Será el baterista asignado para sustituirlo a él, en diciembre de 2012.
El rapero americano, Hopsin había insinuado en sus páginas de Facebook y Twitter que él y Travis Barker están trabajando en un proyecto juntos. A finales de diciembre de Travis Barker confirmó que están trabajando en una colaboración EP que será lanzado en 2013. El 5 de febrero del mismo año Hopsin anunció que toda la producción del récord había sido terminada para el EP. El 5 de agosto de 2013, Barker anunció que pronto lanzará una canción con Hopsin, Yelawolf y Paul Wall, con producción adicional hecha por Scoop DeVille.
Además, en una entrevista con David Ciauro, Barker explicó que "él no se ve a sí mismo como el mejor baterista del mundo y que simplemente trata de ser lo mejor que puede ser. También afirmó que "otros bateristas no lo pueden ver como un baterista muy tradicional debido al hecho de que mezcla las cosas de otros géneros al tocar los tambores.

## Setup deBateríayPlatillos

### Setup o Kit de Batería

#### Batería
Por más de una década, Barker ha sido fiel usuario de la marca de baterías Orange County Drums And Percussion (OCDP), una marca que gracias a artistas como Barker, John Otto (Limp Bizkit), Adrian Young (No Doubt), Taylor Hawkins (Foo Fighters) y Chad Sexton (311), logró posicionarse como una de las marcas de batería más reconocidas y famosas del mercado. OCDP maneja el mercado “Custom” (Baterías o tambores a la medida), Travis ha aprovechado esto al máximo: Sus sets y redoblantes han sido fabricados con casi todos los tipos de construcción posibles y con una gran cantidad de materiales (Maderas, Acrílicos, Metales, Híbridos….) todo esto para lograr ese sonido que Travis necesita para cada proyecto o evento.
Las tallas también varían dependiendo del género, en su proyecto solista, como ejemplo se le ve utilizando kits muchos más pequeños y con anchos más reducidos para obtener sonidos más rápidos y agudos. Los kits actuales utilizados por Travis en la gira con Blink 182 son un kit hecho 100% en Acrílico por OCDP con las siguientes dimensiones:
- Tom Suspendido de 6x10”
- Tom de piso de 14x16”
- Bombo de 18x20” (Con Hoop frontal cromado extra largo, básicamente del doble del tamaño de uno estándar).

También utiliza un modelo OCDP hecho en maple con acabado Silver Sparkle:
- Tom Suspendido de 9x12”
- Tom de piso de 14x16”
- Bombo de 18x20” con hoop frontal extra largo.

Todos los Toms utilizan una combinación de parches Remo Emperor Smooth White en la parte superior con Remo Ambassador Smooth White resonantes. En el bombo, Barker utiliza 2 Remo Powerstroke III Smooth White en ambas caras con una pequeña almohada OCDP tocando un poco ambos parches para reducir el sostenido y agregarle más "punch" enfocando las frecuencias bajas. Travis también tiene bombos de 22” y 24”, aunque suele preferir los bombos de 20” ya que según el suenan como un “Cañón”.

#### Redoblantes
En redoblantes, Barker tiene una impresionante colección hechos a la medida del baterista por OCDP. Sobresalen en su colección varios redoblantes de 6x14” hechos de 10, 20, 30 y hasta 40 capas de maple que le dan una proyección superior, un pitch muy alto y un sonido más seco con menor resonancia. Algunos de estos modelos como el 6,5x14” de 40 capas tienen 4 perforaciones tipo “Vent Hole” de 2” que permiten un sonido más articulado y con mayor sonido de los alambres, incrementando también el volumen general del redoblante. Estos modelo son especiales para tocar en vivo. Black Beauty” hecho en Brass por OCDP hecho en Bronce Bell Brass con el que ha grabado varios temas y con el que sale mucho de gira, realmente la colección de este baterista es enorme.
Generalmente sobre su redoblante principal utiliza un parche Remo Emperor X Coated con un Ambassador snare side resonante, una combinación que le brinda un sonido muy enfocado, con mucha proyección y ante todo mucha durabilidad (Barker tiende a golpear extremadamente duro). A su izquierda utiliza un pequeñoredoblante auxiliar de 6x8” hecho de 10 capas de maple para producir esos sonidos agudos tipo “Breakbeat” con parches Remo Emperor Coated y Ambassador resonante.

### Platillos
Travis es un leal usuario de la marca de platillos Zildjian, ya que este tiene una larga historia con ella. Daniel Jensen, el técnico de Barker, dice que tienen almacenados cientos de platillos que están listos en el caso de que Travis necesite durante las giras internacionales o grabaciones. Barker es particularmente quisquilloso con el sonido de los platillos y siempre cambia su setup dependiendo del género, tipo de evento o sonido que el mismo busque en particular.
- 14” Avedis Mastersound Hi hat (este consta de un “Bottom”: un martillado especial justo en el borde que dejan salir el aire más fácilmente, produciendo un sonido rápido, claro y con una mayor definición con el pedal). También utiliza «Avedis New Beats con Bottom Mastersound», «Avedis Quick Beats», «A Custom Mastersound» y «A Custom Projection Hats».

- 10” A Custom EFX Splash (También utiliza en ocasiones un «9” K Custom Hybrid Splash») a la izquierda del Hi Hat.

- 20” A Custom Crash (Este platillo varía mucho, otros modelos utilizados por el son el «18” A Custom Projection Crash» y el «18” A Custom EFX Crash»)

- 14” A Custom EFX Crash con un Splash A Custom de 8” puesto encima (Puede utilizarlo también sin el Splash), justo al frente del crash tiene un “stack” acomodado encima del bombo sujetado por un “DogBone” de DW Drums

- 21” Avedis Sweet Ride: para él tiene la combinación perfecta de definición, campana y sonido de crash en un solo modelo. Lo ha utilizado desde el principio y hasta el día de hoy sigue estando ahí en su kit (Otros rides utilizados son el «24”K Light Ride», «20” Z3 Ride» y el «20” K Custom Ride»).

- 20” Crash K Crash Ride (puede cambiarlo por otro «A Custom EFX» o un «21” K Crash Ride»)

- 18” Oriental China Trash: pieza que nunca saca del set

### Accesorios

#### Percusiones, Hardware y Accesorios Eléctricos
- Percusiones LP incluyendo su recientemente lanzada al mercado cencerro LP009-TB tipo Ridge Rider blanca que viene con el diseño de Brian “Pushead” Schroeder para el disco de Travis “Give The Drummer Some”.
- Hardware DW, bases de platillo, toms y redoblante serie 9000, aunque su base de Hihat y Pedal de Bombo (Sencillo) son serie 5000, Travis prefiere la sensación dada con su pedal 5000 Accelerator utilizando siempre el Beater por el lado plástico para sacar la mayor cantidad de ataque posible del parche.
- Electrónicos marca Roland como su Kick Trigger KD7, módulo TD-20 y un pad PD8 que normalmente tiene programado con un sonido tipo 808 (Bajo ultra profundo).[5]

## Vida personal

### Parejas sentimentales
El primer matrimonio de Barker, fue con Melissa Kennedy, duró nueve meses hasta que solicitó el divorcio en agosto de 2002. Barker más tarde se casó con la actriz y Miss USA de 1995, Shanna Moakler el 30 de octubre de 2004. La pareja tuvo una ceremonia al estilo gótico inspirada en la película Pesadilla antes de Navidad de Tim Burton que se celebró en la víspera de Halloween. Barker y Moakler tienen dos hijos juntos, Landon Asher (nacido el 9 de octubre de 2003) y Alabama Luella (nacida el 24 de diciembre de 2005). Además de una hijastra, Atiana Cecilia de la Hoya (nacida el 29 de marzo de 1999), que es la hija de Moakler con su exnovio, el boxeador Oscar de la Hoya. La familia apareció en una serie de televisión, el reality show llamado Meet the Barkers, que salió al aire en MTV de 2005 a 2006.
El 8 de agosto de 2006, Barker pidió el divorcio a Moakler después de casi dos años de matrimonio. El divorcio de la pareja se hizo público, ya que cada uno utilizó su página de MySpace para expresar sus sentimientos al respecto. A pesar de su divorcio, surgieron comentarios a principios de 2007 de que Barker y Moakler estaban "en silencio tratando de darle una segunda oportunidad al asunto". En marzo de 2007, Moakler revela en la revista People que ella y Barker (todavía casados) estaban de nuevo juntos, pero negó que estuviera embarazada. Esta declaración se produjo después de la cariñosa aparición de la pareja en público en un cumpleaños sorpresa que Barker hizo para su esposa en Miami. People.com más tarde informó que la pareja se había separado de nuevo. No se dieron razones para la separación. Barker y Moakler fueron vistos juntos en los MTV Video Music Awards de 2007 besándose y tomados de la mano. Sin embargo, el 11 de febrero de 2008, el divorcio de la pareja se concretó. Barker y Moakler estuvieron juntos durante un DJ set, donde Barker estaba tocando con DJ AM en Las Vegas el 7 de enero de 2009. La pareja trató de reavivar su relación a principios de 2009, pero anunciaron que ya no estaban juntos el 1 de abril de 2009, los reportes policíacos indicaban que hubo una pelea, después de haber recibido una llamada desde la casa de los Barker; no se presentaron cargos contra ninguna de las partes.
A principios de 2019 se le relacionó con la estrella de telerrealidad, Kourtney Kardashian. Negaron mantener una relación y afirmaron ser solo amigos. Sin embargo, en 2020 se hizo pública la relación sentimental y en octubre de 2021 anunciaron su compromiso. Se casaron el 4 de abril de 2022 en Las Vegas. Su hijo Rocky nació en noviembre de 2023.

### Accidente de avión
El 19 de septiembre de 2008, Baker realizó un evento con el cantante de Jane's Addiction, Perry Farrell, y Gavin DeGraw en Columbia, Carolina del Sur. El viaje fue una ocasión especial: "Todos pensaban que era una especie de regalo, estábamos en un avión privado", dijo Barker. Él había invitado a su exesposa Moakler, pero ella declinó, diciendo que tenía una sensación extraña por dejar a sus hijos. Con un asiento vacío, Barker invitó a su guardia de seguridad y dijo que estaría en buena compañía y podría disfrutar del viaje. Barker siempre tenía miedo a volar. En sus años de adolescente, estaba "seguro" de que iba a morir en un accidente aéreo. Cuando Blink-182 participó en Take Off Your Pants and Jacket, en 2001, se creó un "Soso icono" para cada miembro de la banda: una chaqueta, un pantalón y un avión. "Por favor, no me den el avión, tengo un miedo muy jodido a volar." rogó Barker.
Justo antes de la medianoche, el avión se dirigió a Van Nuys, California. Estaba corriendo por la pista cuando los ocupantes escucharon una fuerte explosión. De acuerdo con la Administración Federal de Aviación, el avión partía del aeropuerto cuando los controladores aéreos vieron chispas que emanaban del avión. Los pilotos dijeron a la torre de control que había reventado un neumático y tendrían que abortar el despegue. En su lugar, el avión se precipitó a través de la cerca del aeropuerto, a través de una carretera y se estrelló contra un muro de contención. "Cuando todo se detuvo, traté de conseguir a alguien que pudiera hacer algo," recordaba. Barker y Goldstein escaparon del avión y corriendo en círculos en la carretera. Al oír a los demás gritar, "Stop, drop and roll," Barker se dejó caer al suelo y Goldstein le ayudó a apagar el fuego en sus pies. "Yo estaba tumbado junto a AM cuando el avión estaba explotando, y estaba gritando, “¿Estamos vivos?”.
Fueron transportados de emergencia a Augusta, Georgia, donde ambos fueron ingresados en estado crítico. Ellos fueron los únicos supervivientes del accidente; tanto su asistente personal Chris Baker como su guardia de seguridad fallecieron junto con los dos pilotos, que habían muerto en el accidente. Menos de un año después, Goldstein murió a causa de una sobredosis. Barker pasó más de 11 semanas en los hospitales y centros de rehabilitación de quemaduras. Barker tuvo 16 cirugías: varias transfusiones de sangre que duraron de 4 a 8 horas y numerosos injertos de piel. "Hubo momentos en que estaban hablando de amputarme el pie porque no tenía suficiente piel en mi cuerpo para mis injertos," dijo. Barker también desarrolló el trastorno de estrés postraumático, agravado por el intenso sentimiento de culpa que sentía. Barker detuvo su dieta vegetariana y empezó a comer carne para aumentar su ingesta de proteínas y posiblemente acelerar la cicatrización de las quemaduras. Barker se recuperó del accidente, lo que le permitió volver al estudio de grabación en noviembre de 2008.
En su primera entrevista televisiva desde el accidente, dijo a MTV: "Yo ya estoy tocando mi batería de nuevo, y ya estoy de vuelta en el estudio". Dijo que el regreso al estudio "era como andar en bicicleta. Fue muy emocionante saber que todavía tenía mis técnicas. Todavía se sentía bien... todavía podía hacerlo con todo el kit. Todo se sentía bien así, estoy agradecido de ser capaz de tocar“.
Barker demandó a los dueños del avión, Goodyear Tire and Rubber Co., y a una empresa de mantenimiento de aviones el 21 de noviembre de 2008. Buscó más de $25,000 en daños y perjuicios "por el dolor y el sufrimiento, desfiguración, pérdida de ingresos y los gastos médicos y legales", alegando que las empresas tenían "inadecuadamente operadas y mantenidas el Lear jet". La demanda sostenía que los pilotos del Lear jet estaban "inadecuadamente entrenados y deberían haber tratado de despegar en lugar de continuar por la pista." La madre de la guardia personal de Barker, Charles Monroe Aún Jr., que murió en el accidente, se unió a la demanda. Ella demandó a las empresas por "daño incluyendo dolor y tristeza, gastos funerarios y pérdida de ingresos." El caso judicial se resolvió en diciembre de 2009, con el abogado William L. Robinson, quien representó a algunas de las empresas, diciendo que los términos del arreglo son confidenciales.
A menos de un año, en agosto de 2009, DJ AM fue encontrado muerto por un amigo en su apartamento de Nueva York. Aunque a Goldstein se le había recetado medicamentos para el dolor después de la colisión, el médico forense informó que murió de una "intoxicación" posiblemente de cocaína y mal uso de medicamentos para el dolor.

### Problemas de salud
El 29 de junio de 2022 fue hospitalizado por pancreatitis.
El 28 de febrero de 2023, Barker fue sometido a una cirugía en su mano, lo que obligó a Blink-182 a cancelar una serie de conciertos.

## Travis fuera de la música
Travis es uno de los pocos bateristas que pertenece (desde niño) a la casa Zildjian de platillos para batería, usa baterías de Orange County Drum and Percussion (OCDP) y los pedales y accesorios son Drum Workshop, siendo un leal patrocinador de estas marcas.
Barker es propietario de varias empresas, además de sus intereses musicales. Fundó una compañía de accesorios/ropa llamada Famous Stars and Straps en 1999, que vende prendas de vestir estilo de la calle/skate y engranajes para tablas. Barker ha dicho la marca registrada de la marca "F" para el logotipo fue elegido por su parecido con un logotipo coche, pero sobre todo por el hecho de que puede valerse por sí misma. Barker también es socio de negocios con el famoso skater Rob Dyrdek y juntos forman parte del equipo que posee la marca de ropa llamada Rogue Estatus, y en 2009 otra etiqueta llamada DTA. Lanzó su empresa en 2021, Barker Welness Co, de productos veganos que contienen Cannabidiol (CBD), un componente no psicoactivo en la planta de cannabis.
En 2004 también fundó LaSalle Records, sello discográfico que pertenece a Atlantic Records. En LaSalle graba con su banda, The Transplants, ahí se grabó, por ejemplo, los dos últimos discos de Broken Imen. Travis también está involucrado en el negocio de la comida ya que acaba de abrir un restaurante de comida mexicana (llamado Wahoo's Fish Taco) en California. También diseñó una serie de zapatos para DC Shoes conocida como la serie "Alias Remix"
Travis también se ha dejado ver en televisión y en el cine. En 1999, hizo un cameo en la película American Pie, junto al resto de miembros de Blink-182. En 2003 apareció en un episodio de Punk'd y después apareció en algunos episodios de CSI: Crime Scene Investigation y ha prestado su voz en Los Simpsons. Travis se ha presentado en varias ocasiones en los premios de las ceremonias musicales para Sol Música, y en los Much Music Awards de 2002, y también presentó los premios MTV Video Music Awards de 2008.
En mayo de 2013 empezó a practicar Jiu Jitsu Brasileño (arte marcial) con los hermanos Gracie en la Academia de Torrance, California en Estados Unidos.

## Discografía personal
Éstos son los discos en los que Travis Barker ha participado activamente como baterista y percusionista.
| Año  | Álbum/Título de la canción                             | Intérprete (s)                              | Sello/Notas                                                            |
| ---- | ------------------------------------------------------ | ------------------------------------------- | ---------------------------------------------------------------------- |
| 1995 | All Dressed Up And Nowhere To Go                       | Feeble                                      | Remember                                                               |
| 1997 | The Fury of the Aquabats!                              | The Aquabats                                | Golden Voice Records                                                   |
| 1999 | Enema of the State                                     | Blink-182                                   | MCA Records                                                            |
| 2000 | The Mark, Tom, and Travis Show: The Enema Strikes Back | Blink-182                                   | MCA Records                                                            |
| 2001 | Take Off Your Pants and Jacket                         | Blink-182                                   | MCA Records                                                            |
| 2002 | Box Car Racer                                          | Box Car Racer                               | MCA Records                                                            |
| 2002 | Transplants                                            | Transplants                                 | Hellcat Records                                                        |
| 2003 | Blink-182                                              | Blink-182                                   | Geffen Records                                                         |
| 2003 | Try This                                               | Pink                                        | Geffen Records                                                         |
| 2004 | Back in the Mudd                                       | Bubba Sparxxx                               | Remix                                                                  |
| 2005 | Greatest Hits                                          | Blink-182                                   | Geffen Records                                                         |
| 2005 | Haunted Cities                                         | Transplants                                 | La Salle Records/Atlantic Records                                      |
| 2005 | Trill                                                  | Bun B                                       | Aparece junto a Skinhead Rob en "Late Night Creepin"                   |
| 2006 | King                                                   | T.I.                                        | Producido "You Know Who"                                               |
| 2006 | Can I Have It like That                                | Pharrell                                    | Remix incluido en el Reino Unido                                       |
| 2006 | Throw Some D's                                         | Rich Boy                                    |                                                                        |
| 2006 | Pump It                                                | Black Eyed Peas                             | Remix incluido en un solo CD                                           |
| 2006 | When Your Heart Stops Beating                          | +44                                         | Interscope                                                             |
| 2007 | DJ Skee Presents Expensive Taste                       | Expensive Taste                             |                                                                        |
| 2007 | Wolves                                                 | Idiot Pilot                                 | Batería en "Elephant"                                                  |
| 2007 | The Best Damn Thing                                    | Avril Lavigne                               | Batería en "I Don't Have To Try", "I Can Do Better" y "Alone"          |
| 2007 | Get Money, Stay True                                   | Paul Wall                                   | Aparece con Expensive Taste en la canción "Slidin' on that Oil"        |
| 2007 | Severo´s                                               | Rihanna                                     | Remix de "Umbrella"                                                    |
| 2007 | Doe Boy Fresh                                          | Three 6 Mafia                               |                                                                        |
| 2007 | Crank That (Alpe)                                      | Alpe                                        | Remix de "Crank That (Alpe)"                                           |
| 2007 | The Way It Is                                          | BLESTeNATION                                |                                                                        |
| 2007 | Black Roses                                            | The Federation                              | Batería en la canción de It's Whateva                                  |
| 2008 | Low                                                    | Flo Rida                                    | Remix de "Low" disponible en la versión deluxe Mail on Sunday (iTunes) |
| 2008 | Don't Touch Me (Throw Da Water On 'Em)                 | Busta Rhymes                                | Remix de "Don't Touch Me"                                              |
| 2008 | Dope Boys                                              | The Game                                    | Remix de "Dope Boys"                                                   |
| 2008 | G Told Me                                              | Wale                                        | Interscope                                                             |
| 2008 | Fix Your Face                                          | TRV$&DJAM                                   | Remix                                                                  |
| 2008 | Got Money                                              | Lil Wayne                                   | Remix de "Got Money"                                                   |
| 2009 | 3 a. m.                                                | Eminem                                      | Remix de "3AM"                                                         |
| 2009 | Fix Your Face Vol. 2 - Coachella                       | TRV$&DJAM                                   | Remix                                                                  |
| 2010 | Slash                                                  | Slash                                       | Batería en la canción "Starlight"                                      |
| 2011 | Give the Drummer Some                                  | Travis Barker                               | Interscope                                                             |
| 2011 | Neighborhoods                                          | Blink-182                                   | DGC Records                                                            |
| 2011 | Don't Keep Me Waiting                                  | Britney Spears                              | Jive Records                                                           |
| 2012 | Dogs eating dogs EP                                    | Blink-182                                   | Lanzamiento independiente                                              |
| 2014 | Really Don't Care                                      | Demi Lovato                                 | Hollywood Records                                                      |
| 2014 | Psycho White EP                                        | Travis Barker Yelawolf                      | Interscope Records                                                     |
| 2016 | California                                             | blink-182                                   | Foxy Studios                                                           |
| 2018 | One Minute                                             | XXXTentacion                                | Bad Vibes Forever                                                      |
| 2019 | Live Fast Die Whenever                                 | Suicideboys                                 | G59                                                                    |
| 2019 | Falling Down                                           | Lil Peep & XXXTentacion                     | Remix de "Falling Down"                                                |
| 2019 | I Think I'm Okay                                       | Machine Gun Kelly, Yungblud & Travis Barker | Hotel Diablo                                                           |
| 2019 | Nine                                                   | Blink 182                                   |                                                                        |
| 2020 | Misery Business                                        | Machine Gun Kelly & Travis Barker           | paramore cover                                                         |
| 2020 | I Love Me (Emo Version)                                | Demi Lovato & Travis Barker                 |                                                                        |
| 2020 | Tickets to My Downfall                                 | Machine Gun Kelly                           |                                                                        |
| 2021 | Neon Shark vs. Pegasus (Deluxe)                        | Trippie Redd                                |                                                                        |
| 2021 | Warrior                                                | Atreyu                                      | Voz adicional                                                          |